# Jorge Musicardi
Jorge Musicardi es uno de los personajes de Esperando la carroza, una obra de teatro que fue llevada al cine en 1985, con una segunda parte estrenada en 2009. El personaje fue interpretado por Julio de Grazia, primero, y Roberto Carnaghi después (en Esperando la carroza 2, ya que de Grazia se suicidó en 1989).

## El personaje
Jorge es el hijo mayor de Mamá Cora, casado con Susana con quien tiene una pequeña hija en común. Toda la familia vive con Mamá Cora, que provoca situaciones de nervios y problemas en la convivencia. A pesar de todo esto, como Jorge vivió tantos años con su madre, tiene una buena relación con ella, y es el hijo que realmente siente un afecto sincero por ella. En la primera película, el personaje fue interpretado por Julio de Grazia.
En la segunda parte de la historia, Jorge ya tiene dos hijos y un tercer en camino. Parece haber logrado una mejor posición económica ayudando a su hermano Antonio Musicardi a administrar un matadero clandestino. Luego será evidente que Antonio sólo quiso utilizar a Jorge como testaferro del negocio, para no quedar personalmente involucrado en negocios turbios. Debido al fallecimiento del actor, en la segunda película el papel es interpretado por Roberto Carnaghi.

## Más allá del personaje
Jorge es el "buen hijo", afectuoso con su madre a pesar de todos los problemas que esta puede causarle. Esforzado en su trabajo, intenta armar su grupo familiar como puede, sufriendo la indiferencia de todos sus hermanos quienes sólo quieren olvidarlo, para no conocer detalles de su pobreza y mantener la relación más lejana posible con Mamá Cora. Es honesto a más no poder, tanto que cualquier situación relacionada con un posible hecho de corrupción lo pone nervioso y lo hace perder el control. Su carácter tranquilo hace que a veces esté tildado de "tonto" por el resto de la familia.